# Antonia (ifjabb)
Julia Antonia Minor („az ifjabb” latinul), (Athén, i. e. 36. január 29. vagy i. e. 36. január 31. – Róma, 37. május 1.) Marcus Antonius és Octavia kisebbik lánya, Augustus római császár unokahúga, Antonia Maior testvére, Claudius császár édesanyja, Caligula nagyanyja és Nero dédanyja volt.

## Élete
Nero Claudius Drusushoz – Livia császárné kisebbik fiához, Tiberius öccséhez – ment feleségül. Öt gyermekük közül három maradt életben: Germanicus, Livilla és Claudius. Férjét hűségesen követte annak galliai és germaniai hadjáratain.
Drusus halála (Kr. u. 9.) után nem házasodott újra. Amikor fia, Germanicus 19-ben gyanús körülmények között elhunyt, Tiberius császár és Livia anyacsászárné megtiltotta, hogy megjelenjen temetésén. Livia 29-ben bekövetkezett halála után ő viselte gondját legkisebb unokáinak, az idősebb Agrippinától származó Caligulának és Drusillának.
31-ben leleplezett egy összeesküvést, melyet lánya, Livilla és Seianus, a praefectus praetorio szőtt Tiberius ellen. A császár meghálálva Antonia szerepét az összeesküvés felszámolásában, Livilla megbüntetését Antoniára bízta, aki – Tacitus közlése alapján – szobájába záratta és halálra éheztette gyermekét, így elkerülhette a család nevének bemocskolását. Antoniát csak egyetlen gyermeke – a megvetett Claudius – élte túl (Antonia egyszer szörnyetegnek nevezte kisebbik fiát, aki mind észbeliek, mind fizikum tekintetében jóval elmaradt Germanicus mögött ifjúkorában).
Antonia 37-ben, miután elnyerte az Augusta címet, öngyilkosságot követett el Caligula parancsára, miután boldogtalanságának mert hangot adni legkisebb unokája, Tiberius Gemellus meggyilkolása után. Suetonius szerint viszont Caligula megmérgeztette nagyanyját.